# サイレンのおひさま
『サイレンのおひさま』は、日本の音楽グループであるTHE BOOMが1989年12月1日に発表した2枚目のアルバム。

## 解説
シングル「気球に乗って」が同時発売された。前作「A PEACETIME BOOM」のほぼすべての楽曲がアマチュア時代に演奏されていたものだったが、今作はデビュー後に書き下ろされたもの。
この頃からボーカルの宮沢和史は社会問題なども歌にするようになった。「気球に乗って」は当時国際的に非難された天安門事件のことを歌ったもの。「僕のヒーロー」は、宮沢の大好きなお笑い芸人ビートたけしについて書いた歌。「ダーリン」は核戦争で人類が滅亡した後のゴキブリのつがいを書いた歌。
2005年8月3日、デジタルリマスターされ再発売。ボーナス・トラックとして「僕がきらいな歌」（1990年発表シングル「釣りに行こう」のカップリング）が収録。
2010年、収録曲「なし」がテレ朝系番組『アメトーーク』の「梨大好き芸人」の中で紹介された。

## 収録曲
| 全作詞・作曲: 宮沢和史（特記された楽曲を除く）、全編曲: THE BOOM。 |                                                                  |                                          |                                          |      |
| #                                                                  | タイトル                                                         | 作詞                                     | 作曲・編曲                               | 時間 |
| 1.                                                                 | 「ミ・ソ・ラ・SKA（Instrumental）」(作曲: 宮沢和史)              | 宮沢和史 [ 2 ] （特記された楽曲を除く）  | 宮沢和史 [ 3 ] （特記された楽曲を除く）  | 1:32 |
| 2.                                                                 | 「FISH DANCE」                                                   | 宮沢和史 [ 4 ] （特記された楽曲を除く）  | 宮沢和史 [ 5 ] （特記された楽曲を除く）  | 2:45 |
| 3.                                                                 | 「ダーリン」                                                     | 宮沢和史 [ 6 ] （特記された楽曲を除く）  | 宮沢和史 [ 7 ] （特記された楽曲を除く）  | 4:39 |
| 4.                                                                 | 「釣りに行こう」                                                 | 宮沢和史 [ 9 ] （特記された楽曲を除く）  | 宮沢和史 [ 10 ] （特記された楽曲を除く） | 3:44 |
| 5.                                                                 | 「僕のヒーロー」                                                 | 宮沢和史 [ 11 ] （特記された楽曲を除く） | 宮沢和史 [ 12 ] （特記された楽曲を除く） | 3:05 |
| 6.                                                                 | 「オレンヂジュース」(作詞: 宮沢和史／作曲: 小林孝至)             | 宮沢和史 [ 13 ] （特記された楽曲を除く） | 宮沢和史 [ 14 ] （特記された楽曲を除く） | 3:17 |
| 7.                                                                 | 「晩年－サヨナラの歌－」                                         | 宮沢和史 [ 15 ] （特記された楽曲を除く） | 宮沢和史 [ 16 ] （特記された楽曲を除く） | 4:18 |
| 8.                                                                 | 「僕はぬけがらだけおいてきたよ」(作詞: 宮沢和史／作曲: 小林孝至) | 宮沢和史 [ 17 ] （特記された楽曲を除く） | 宮沢和史 [ 18 ] （特記された楽曲を除く） | 1:36 |
| 9.                                                                 | 「なし」                                                         | 宮沢和史 [ 20 ] （特記された楽曲を除く） | 宮沢和史 [ 21 ] （特記された楽曲を除く） | 3:51 |
| 10.                                                                | 「みにくいあの娘」                                               | 宮沢和史 [ 22 ] （特記された楽曲を除く） | 宮沢和史 [ 23 ] （特記された楽曲を除く） | 3:03 |
| 11.                                                                | 「町の郵便屋」                                                   | 宮沢和史 [ 25 ] （特記された楽曲を除く） | 宮沢和史 [ 26 ] （特記された楽曲を除く） | 4:20 |
| 12.                                                                | 「気球に乗って」                                                 | 宮沢和史 [ 27 ] （特記された楽曲を除く） | 宮沢和史 [ 28 ] （特記された楽曲を除く） | 3:04 |
| 13.                                                                | 「僕がきらいな歌」(ボーナス・トラック／2005年再発売盤のみ収録。) | 宮沢和史 [ 29 ] （特記された楽曲を除く） | 宮沢和史 [ 30 ] （特記された楽曲を除く） | 3:39 |
| 合計時間:                                                          | 合計時間:                                                        | 42:53                                    |                                          |      |

## ツアー
なお、このアルバムに連動した本格的な全国ツアー「サイレンツアー」が1990年1月30日から行われ、全国73ヶ所を回った。